# Festuca fiebrigii
Festuca fiebrigii är en gräsart som beskrevs av Pilg.. Festuca fiebrigii ingår i släktet svinglar, och familjen gräs. Inga underarter finns listade i Catalogue of Life.